# Turó del Gomis
El Turó del Gomis és una muntanya de 871 metres d'altitud a cavall dels termes municipals de l'Estany i Santa Maria d'Oló, a la comarca del Moianès.

El Turó del Gomis, respecte del terme de l'Estany

Està situat al nord-oest del centre del terme i del mateix poble de l'Estany, lluny de la població, a la meitat de la Serra de l'Estany. És a la dreta del torrent del Gomis. Es troba al nord-oest de Montfred i de les Feixes de França, i al sud-est de l'Heura i de la Rovirassa.